# ノーマン・G・トーマス
ノーマン・G・トーマス（Norman G. Thomas、1930年 - ）は、アメリカ合衆国の天文学者である。
ローウェル天文台で、3巻の大著Celestial Handbookを書いたことで有名なロバート・バーンハムJrとともにブリンク・コンパレーターを用いて観測を行なった。
彼は、アポロ群のクサントゥス、アスクレピウス、アモール群のマコーリフなど、55個の小惑星を発見した。
小惑星 (2555) トーマスは彼の名前にちなんでいる。